# Ervandachat
Pour l’article homonyme, voir Ervandachat (Armavir).
Ervandachat ou Ervandashat (en arménien Երվանդաշատ) est une ancienne capitale de l'Arménie.

## Histoire
Le roi orontide Orontès IV (ou Ervand IV) fonde en 210 av. J.-C. une nouvelle ville située sur la rive gauche de l'Araxe et bordée par l'Akhourian. Il en fait sa capitale et lui donne son nom. La ville serait, selon la description de Moïse de Khorène, située sur une colline et dotée de hautes murailles : « [Ervand] renforce la citadelle de hautes murailles et dresse en leur milieu des portes de bronze ; des escaliers de fer s'élevant d'en bas jusqu'à ces portes et, au milieu des marches, des pièges dissimulés afin de prendre quiconque voudrait monter secrètement pour attenter à la vie du roi. » Orontès IV fait creuser des canaux depuis l'Araxe pour alimenter sa ville en eau. Avec le temps, la ville est devenue très prospère, elle atteint 50 000 habitants au IVe siècle.
En 366, l'empereur perse Shapur II anéantit la ville.
Des fouilles archéologiques y ont débuté en 2005.